# Dia de Herzl
O Dia de Herzl é uma festividade nacional israelense, comemorando o aniversário do célebre sionista Theodor Herzl.
Em 2004, decidiu a Knesset (o parlamento israelense) que dia 10 do mês hebraico iyar (normalmente em maio do calendário cristão), será comemorado o aniversário de Herzl. A comemoração acontece no cemitério hierosolamita onde Herzl foi enterrado, em quartéis militares e em escolas e inclui conversas abertas sobre a visão e a tradição sionista que Herzl criou.

## Outros feriados e eventos de Israel
| Data                              | Nome em português                        | Nome local                   | Datas possíveis (calendário gregoriano) |
| --------------------------------- | ---------------------------------------- | ---------------------------- | --------------------------------------- |
| 1 de tishrei                      | Ano Novo                                 | ראש השנה Rosh Hashaná        | Entre 6 de setembro e 5 de outubro      |
| 10 de tishrei                     | Dia do Perdão                            | יום כיפור Yom Kipur          | Entre 15 de setembro e 14 de outubro    |
| 15 de tishrei                     | Festa das Cabanas/Festa dos Tabernáculos | סוכות Sucot                  | Entre 20 de setembro e 19 de outubro    |
| 22 de tishrei                     | Reunião do Oitavo Dia                    | שמיני עצרת Shemini Atzeret   | Entre 27 de setembro e 26 de outubro    |
| 25 de kislev                      | Festival das Luzes (primeiro dia)        | חנכה Chanucá                 | Entre 27 de novembro e 26 de dezembro   |
| 14 de adar (15 em alguns lugares) | Lembrança da vitória de Ester            | פּוּרִים Purim                  | Entre 25 de fevereiro e 26 de março     |
| 15 de nissan                      | Páscoa (primeiro dia)                    | פסח Pessach                  | Entre 27 de março e 25 de abril         |
| 21 de nissan                      | Páscoa (sétimo e último dia)             | פסח Pessach                  | Entre 2 de abril e 1 de maio            |
| 27 de nissan                      | Dia da Lembrança do Holocausto           | יום השואה Yom HaShoá         | Entre 8 de abril e 7 de maio            |
| 4 de iar                          | Dia de Lembrança dos Soldados Caídos     | יום הזכרון Yom HaZikaron     | Entre 15 de abril e 14 de maio          |
| 5 de iar                          | Dia da Independência                     | יום העצמאות Yom Ha'atzma'ut  | Entre 16 de abril e 15 de maio          |
| 28 de iar                         | Dia de Jerusalém                         | יום ירושלים Yom Yerushalayim | Entre 9 de maio e 7 de junho            |
| 6 de sivan                        | Festa das Colheitas (Pentecostes)        | שבועות Shavuot               | Entre 16 de maio e 14 de junho          |